# Віллард (Вісконсин)
Віллард (англ. Willard) — місто (англ. town) в США, в окрузі Раск штату Вісконсин. Населення — 525 осіб (2020).

## Демографія
Згідно з переписом 2010 року, у місті мешкало 505 осіб у 213 домогосподарствах у складі 143 родин. Було 364 помешкання
Расовий склад населення:
| - 97,0 % — білих - 1,4 % — корінних американців - 0,4 % — азіатів |

До двох чи більше рас належало 1,2 %. Частка іспаномовних становила 1,4 % від усіх жителів.
За віковим діапазоном населення розподілялося таким чином: 21,2 % — особи молодші 18 років, 52,9 % — особи у віці 18—64 років, 25,9 % — особи у віці 65 років та старші. Медіана віку мешканця становила 48,3 року. На 100 осіб жіночої статі у місті припадало 114,0 чоловіків;  на 100 жінок у віці від 18 років та старших — 114,0 чоловіків також старших 18 років.
Середній дохід на одне домашнє господарство  становив 59 403 долари США (медіана — 48 500), а середній дохід на одну сім'ю — 69 392 долари (медіана — 56 250). Медіана доходів становила 39 375 доларів для чоловіків та 29 306 доларів для жінок. За межею бідності перебувало 9,5 % осіб, у тому числі 12,8 % дітей у віці до 18 років та 5,0 % осіб у віці 65 років та старших.
Цивільне працевлаштоване населення становило 182 особи. Основні галузі зайнятості: виробництво — 24,2 %, освіта, охорона здоров'я та соціальна допомога — 14,8 %, будівництво — 14,3 %.